# Sport Club Ferreira do Zêzere
O Sport Club Ferreira do Zêzere é um clube desportivo fundado oficialmente em 15 de agosto de 1935 e sediado na vila de Ferreira do Zêzere.
O presidente é Fábio Santos desde 2022.
Trata-se de um clube de futebol que se distingue também na modalidade de futsal. A equipa sénior de futebol disputa na época de 2021/2022 a 1.ª divisão distrital de Santarém. A equipa sénior de futsal está atualmente na Liga Placard.

## História
O clube foi fundado em 15 de Agosto de 1935 por Abílio Marçal mas o mesmo não foi presidente pois teve de ir para Angola. O seu maior feito desportivo foi a conquista da Taça do Ribatejo, na época 1989/90.

## Épocas notáveis
- 2005/06 - 1.ª divisão distrital da Associação de Futebol de Santarém, 12º (33 pts).
- 2016/17- Subida à 1.ª divisão da Associação de Futebol de Santarém no futebol, e subida à 2ª divisão nacional no futsal. Conquista do Troféu da Associação de Futebol de Santarém pela equipa de futsal.
- 2017/218 - Melhor época de sempre do SCFZ. No futebol, a equipa sénior terminou o campeonato com 49 pontos, a apenas 7 pontos do primeiro classifiado AD Mação. No futsal, a equipa sénior venceu a Supertaça da AF Santarém, chegou à fase de apuramento de campeão tendo terminado em quinto lugar e chegou aos oitavos-de-final da Taça de Portugal sendo eliminada então pelo SC Braga.
- 2018/19 - Conquista do Troféu AFS no futsal.
- 2019/20 - Conquista do Troféu Luís Boavida,
- 2021/22 - Conquista do Troféu Luís Boavida,
- 2023/24 - Conquista a Taça do Ribatejo[1]

## Recintos desportivos
- Campo Eng. Lopo de Carvalho (capacidade para 800 espectadores)
- Pavilhão Municipal de Ferreira do Zêzere (capacidade para 700 espectadores)